# LAST MOON
『LAST MOON』（ラストムーン）は、2016年4月27日発売のGACKTの8枚目のフルアルバム。

## 概要
フルアルバムとしては、前作『RE:BORN』から7年ぶりの発表となる。
発売形態は、GACKT STOREにて事前に受注された「プレミアムエディション」、一般流通される「CD+DVD」「CD only」の3形態になる。
本作品は、2016年3月から開催されたアルバムツアー『GACKT WORLD TOUR 2016 LAST VISUALIVE 最期ノ月 -LAST MOON- supported by Nestlé』の世界観と連動している。
2015年9月、ネスレとGACKTが包括契約を締結した。そのため、コラボレーション企画の一環として、ネスレアミューズ内にて本作品収録の一部楽曲の先行フリーダウンロード、および全収録楽曲のストリーミング配信が行われた。
キャッチコピーは「どんなに闇に包まれても、いつも君のそばで輝き続けるから」。

## プロモーション
- 2015年10月2日：アルバムタイトル・プレミアムエディションでの発売発表。
- 2015年12月16日：Nestlé×GACKT『LAST MOON』スペシャル企画開始。100万ダウンロード限定で一部楽曲を無料配信。
- 2015年12月24日：Nestlé×GACKT『LAST MOON』スペシャル企画フリーストリーミング配信開始。
- 2016年3月17日：ジャケット写真・収録曲・発売日・発売形態発表。
- 2016年4月3日：テレビ朝日系列『関ジャム 完全燃SHOW』に出演。「ANOTHER WORLD」を披露。
- 2016年4月19日：新宿ステーションスクエアにてゲリラライブを開催。「ARROW」と「RIDE OR DIE」を披露。YouTubeにて『LAST MOON』のダイジェスト動画を公開[4]。
- 2016年4月20日：iTunesにて全収録曲の配信開始。
- 2016年4月25日：TBS系列『白熱ライブ ビビット』VTRにて「傀儡が如く」のミュージックビデオを初公開。

## 収録曲

### Disc 1 / CD
| 全作詞・作曲: Gackt.C。 |                                         |         |            |      |
| #                       | タイトル                                | 作詞    | 作曲・編曲 | 時間 |
| 1.                      | 「ARROW」(46thシングルの表題曲)         | Gackt.C | Gackt.C    | 5:44 |
| 2.                      | 「花も散ゆ」                            | Gackt.C | Gackt.C    | 3:28 |
| 3.                      | 「RETURNER 〜闇の終焉〜」               | Gackt.C | Gackt.C    | 4:16 |
| 4.                      | 「RIDE OR DIE」                         | Gackt.C | Gackt.C    | 3:27 |
| 5.                      | 「暁月夜 -DAY BREAKERS-」               | Gackt.C | Gackt.C    | 5:55 |
| 6.                      | 「斬 〜ZAN〜」                          | Gackt.C | Gackt.C    | 4:38 |
| 7.                      | 「傀儡が如く」                          | Gackt.C | Gackt.C    | 4:06 |
| 8.                      | 「ONE MORE KISS」                       | Gackt.C | Gackt.C    | 4:04 |
| 9.                      | 「舞哈BABY!! -WooHa-」                  | Gackt.C | Gackt.C    | 3:56 |
| 10.                     | 「恋のFRIDAY!!!」                       | Gackt.C | Gackt.C    | 4:31 |
| 11.                     | 「キミだけのボクでいるから」            | Gackt.C | Gackt.C    | 5:09 |
| 12.                     | 「P.S. I LOVE U」(44thシングルの表題曲) | Gackt.C | Gackt.C    | 5:59 |
| 13.                     | 「雪月花 -The end of silence-」         | Gackt.C | Gackt.C    | 6:34 |
| 合計時間:               | 合計時間:                               | 61:47   |            |      |

### Disc 2 / DVD (初回限定盤)
| #         | タイトル                        | 作詞  | 作曲・編曲 | 時間 |
| --------- | ------------------------------- | ----- | ---------- | ---- |
| 1.        | 「ARROW」                       |       |            | 5:45 |
| 2.        | 「RETURNER 〜闇の終焉〜」       |       |            | 4:17 |
| 3.        | 「暁月夜 -DAY BREAKERS-」       |       |            | 5:57 |
| 4.        | 「P.S. I LOVE U」               |       |            | 6:00 |
| 5.        | 「雪月花 -The end of silence-」 |       |            | 6:35 |
| 合計時間: | 合計時間:                       | 28:34 |            |      |

### 楽曲解説
花も散ゆ
上述の先行フリーダウンロード曲。歌詞に和歌を用いている。
RETURNER 〜闇の終焉〜
27thシングルの表題曲。 本作に収録されている曲の中で最も古い楽曲である。
なお、本作をひっさげて行われたアルバムツアー『GACKT WORLD TOUR 2016 LAST VISUALIVE 最期ノ月 -LAST MOON- supported by Nestlé』で映像化されなかった唯一の楽曲。
RIDE OR DIE
44thシングル「P.S. I LOVE U」のカップリング曲。
暁月夜 -DAY BREAKERS-
45thシングルの表題曲。 シングルバージョンはアルバム初収録。
斬 〜ZAN〜
36thシングル「雪月花 -The end of silence-/斬 〜ZAN〜」の2曲目。
傀儡が如く
VARTIX 2016年CMソング。和とロックとダンスを融合した楽曲。PVも製作された。
ライブ・ビデオ『JAPAN TOUR 2016 LAST VISUALIVE 最期ノ月 -LAST MOON-』の特典映像でGACKTは本楽曲のことを「和をイメージしたGHOST」と話していた。
ONE MORE KISS
43rdシングル「WHITE LOVERS -幸せなトキ-」のカップリング曲。
舞哈BABY!! -WooHa-
「小悪魔ヘヴン」、「情熱のイナズマ」同様、LIVEでは振り付けが存在する。
恋のFRIDAY!!!
WEBドラマ「踊る大宣伝会議、或いは私は如何にして踊るのを止めてゲームのルールを変えるに至ったか。 Season2」エンディングテーマ。
LIVEでは、GACKTがギターを演奏している。
キミだけのボクでいるから
後に、47thシングルとしてシングルカットされた。
雪月花 -The end of silence-
36thシングル「雪月花 -The end of silence-/斬 〜ZAN〜」の1曲目。